# Wild Gift
Wild Gift è il secondo album discografico degli X. 

## Descrizione
Parte delle canzoni erano già state scritte prima dell'uscita del precedente disco. We're desperate e Adult Books erano comparse nel primo singolo del gruppo nel giugno del 1978 per l'etichetta Dangerhouse.

## Tracce
- Tutti i brani sono di Exene Cervenka e John Doe.

### Lato A
1. The Once Over Twice - 2:31
2. We're Desperate - 2:02
3. Adult Boks - 3:21
4. Universal Corner - 4:39
5. I'm Coming Over  - 1:14
6. It's Who You Know - 2:14

### Lato B
1. In This House That I Call Home - 3:33
2. Some Other Time - 2:17
3. White Girl - 3:29
4. Beyond And Back - 2:49
5. Back 2 The Base - 1:32
6. When Our Love Passed Out The Coach - 2:00
7. Year 1 - 1:19

### Bonus sulla ristampa Cd del 2001
1. Beyond and Back (live)
2. Blue Spark (demo)
3. We're Desperate (versione singolo)
4. Back 2 the Base (Live)
5. Heather  ( prova) (John Doe)
6. White Girl (singolo)
7. The Once over Twice (vers.singolo inedito)

## Formazione
- Exene Cervenka - voce
- John Doe - basso, voce
- Billy Zoom - chitarra
- D.J. Bonebrake - batteria